# Долњи Церекев
Долњи Церекев (чеш. Dolní Cerekev) је насељено мјесто са административним статусом варошице (чеш. městys) у округу Јихлава, у крају Височина, Чешка Република.

## Становништво
Према подацима о броју становника из 2014. године насеље је имало 1.296 становника.